# Fernando de Borthole
Fernando Braga De Borthole, mais conhecido como Fernando de Borthole (São Caetano do Sul, 28 de agosto de 1984), é um aviador, empreendedor e produtor audiovisual brasileiro, reconhecido por sua contribuição na democratização do conhecimento aeronáutico no Brasil. Fundador do programa Aero – Por Trás da Aviação, tornou-se uma das principais vozes do setor ao unir expertise técnica e comunicação acessível em projetos multimídia que ultrapassam fronteiras geográficas e culturais.

## Infância e formação
Natural de São Caetano do Sul, Fernando De Borthole desenvolveu fascínio pela aviação ainda na infância. Sua primeira experiência marcante ocorreu aos sete anos durante um voo comercial para Foz do Iguaçu em um Boeing 737-200 da extinta VASP — momento que despertou sua curiosidade pelo universo aeronáutico. Iniciou o curso de piloto privado aos 16 anos em uma escola de aviação no ABC Paulista, realizou todo seu treinamento no Aeroporto Campo de Marte e realizou seu primeiro voo solo no dia de seu aniversário de 18 anos — antes mesmo de obter a carteira de motorista.
Formou-se em Aviação Civil pela Universidade Anhembi Morumbi em 2004 e complementou sua formação com estudos em produção audiovisual na Vancouver Film School, no Canadá, onde morou entre 2005 e 2007 para aprimorar habilidades técnicas e dominar idiomas como inglês e francês.

## Carreira

### Produção audiovisual e primeiros programas
Após retornar ao Brasil em 2007 fundou a Singular Filmes, produtora voltada inicialmente para filmes publicitários, vídeos institucionais, curta-metragens, documentários e projetos autorais. Em 2013, expandiu horizontes ao produzir programas televisivos independentes, dentre eles destacando-se:
- Chefs na Rua (2015–2018):[8] Programa sobre comida de rua ao redor do mundo exibido pelo Canal Sony Brasil com duas temporadas produzidas e dirigidas por Fernando ao lado da esposa Gisella, explorando gastronomia em países como Malásia, Singapura, Tailândia, Emirados Árabes Unidos, Estados Unidos, Canadá e México.
- Sonho e Destino (2018–2022):[9][10][11] Série de viagens apresentada novamente pelo casal, exibido nos canais Modo Viagem,[12] Travel Box Brasil e Pluto TV, registrando experiências desde mergulhos nas Maldivas até passeios na Europa, passando por países como Tailândia, Emirados Árabes Unidos, Marrocos, República Tcheca e Portugal.[13]
- As Capitais do Brasil (2020–2023):[14] Durante a pandemia de COVID-19, produziu e apresentou este programa ao lado da esposa, visitando 13 capitais brasileiras, exibido no canal Modo Viagem com nova temporada prevista para cobrir os estados restantes.

### Aero – Por Trás da Aviação e impacto midiático
Seu projeto mais emblemático surgiu em 2013: o programa Aero – Por Trás da Aviação, primeiro em formato televisivo brasileiro dedicado exclusivamente à aviação, lançado inicialmente no canal Mais Globosat (TV fechada), migrando para plataformas digitais em 2015 Com linguagem didática aliada a expertise técnica acumulada como piloto, o programa alcançou números impressionantes: mais de 5 milhões de seguidores online, somando as redes sociais YouTube, Facebook, TikTok, Instagram e Kwai, além de ultrapassar 1 bilhão de visualizações dentre as mesmas. O programa contempla desde histórias da aviação até coberturas inovadoras de tecnologias como aeronaves elétricas (eVTOLs), aviação militar, curiosidades, operações aeroportuárias, voos em diversos tipos de aeronaves e tudo o que envolve a aviação.
Além de apresentador e diretor, Fernando expandiu seus negócios relacionados à marca criando:
- Escola Aero – Por Trás da Aviação:[20] Plataforma online que oferece cursos preparatórios para pilotos e comissários de voo e mentorias na área da aviação;
- Loja Aero – Por Trás da Aviação: [21]E-commerce global de produtos temáticos como camisetas “Caixa Preta”, “Alfabeto Fonético” e muitas estampas de aviação vendidos internacionalmente;
- Escola Superior do Ar (EAR):[22] Fernando é sócio da única faculdade 100% focada em educação aeronáutica do Brasil.
- Projeto Transplantar: [23]Sócio do projeto que viabiliza o uso de aeronaves privadas para o transporte de órgãos para transplante.

### Atuação como palestrante e influenciador
Como palestrante, Fernando é requisitado por empresas de dentro e fora do setor aeronáutico. Participa de eventos nacionais e internacionais abordando temas desde tecnologia na aviação a aplicação de princípios aeronáuticos em gestão corporativa. Sua presença constante na mídia inclui participações em programas televisivos como: Jornal Nacional, Encontro com Patrícia Poeta, CNN Brasil, Programa Pânico, entre outros, em rádios como a CBN, Jovem Pan, e também podcasts populares, como o Flow Podcast, Ticaracaticast e Inteligência Limitada, posicionando-o como voz confiável sobre análises e tendências na aviação.

## Reconhecimento e prêmios
Fernando recebeu diversas honrarias, destacando-se contribuições na comunicação:
- Ganhador do Prêmio Abear Jornalismo (2015)[32] (Associação Brasileira de Empresas Aéreas)
- Ganhador do Prêmio iBest (2024),[33] na categoria "Influenciador Automotivo e de Transportes"
- Agraciado com a Medalha Santos Dumont (2024)[34] – reconhecido pelo trabalho de divulgação da cultura aeronáutica

## Vida pessoal
É casado desde 2016 com a produtora audiovisual e empresária Gisella Poffo De Borthole, com quem tem uma filha, Isabella. Gisella é sua sócia e parceira criativa de projetos como Chefs na Rua, Sonho e Destino, As Capitais do Brasil, além co-fundadora de empresas derivadas do projeto Aero – Por Trás da Aviação. Atualmente reside e trabalha na Grande São Paulo, onde está o centro de operações de suas produções digitais.